# Utetes
Utetes is een geslacht van insecten uit de orde vliesvleugeligen (Hymenoptera) en de familie schildwespen (Braconidae).

## Soorten
- U. aciurae (Fischer, 1964)
- U. acustratus (Fischer, 1988)
- U. aemulator (Tobias, 1998)
- U. aemuloides (Fischer, 1958)
- U. aemulus (Haliday, 1837)
- U. africanus (Szepligeti, 1910)
- U. albimanus (Szepligeti, 1905)
- U. albipus (Fischer, 1988)
- U. alutaceus (Granger, 1949)
- U. alutacigaster (Fischer, 1968)
- U. anaximandri (Fischer, 1970)
- U. anaximenis (Fischer, 1970)
- U. angitempus (Fischer, 1988)
- U. annularis (Tobias, 1998)
- U. antennbrevis Weng & Chen, 2005
- U. arcithorax (Fischer, 1988)
- U. arunus (Fischer, 1966)
- U. barbieri (Fischer, 1962)
- U. beckeri (Fischer, 1957)
- U. bianchii (Fullaway, 1951)
- U. breviculus Chen & Weng, 2005
- U. buloloensis (Fischer, 1988)
- U. canaliculatus (Gahan, 1915)
- U. castaneus (Granger, 1949)
- U. caudatus (Wesmael, 1835)
- U. clavifemoralis (Jakimavicius, 1986)
- U. complicator (Fischer, 1963)
- U. contrarius (Fischer, 1963)
- U. coracinus (Thomson, 1895)
- U. curtilosus (Fischer, 1995)
- U. curtipectus (Fischer, 1958)
- U. cutens (Fischer, 1988)
- U. cheesmanae (Fischer, 1966)
- U. dimidiruga Chen & Weng, 2005
- U. esotericus (Fischer, 1971)
- U. extendithorax (Fischer, 1973)
- U. fasciatus (Thomson, 1895)
- U. ferrugator (Goureau, 1862)
- U. fischeri (Kurhade & Nikam, 2001)
- U. frequens (Fischer, 1964)
- U. froggatti (Fullaway, 1950)
- U. fukuensis (Fischer, 1968)
- U. fulvicollis (Thomson, 1895)
- U. fulvifacies (Fischer, 1966)
- U. gahani (Muesebeck, 1931)
- U. grahamstownensis (Fischer, 1973)
- U. gregori (Fischer, 1971)
- U. gregoriformis (Fischer, 1988)
- U. hypersimilis (Fischer, 1963)
- U. imitabilis (Telenga, 1950)
- U. indianus (Fischer, 1966)
- U. infernalis (Fischer, 1966)
- U. itatiayensis (Costa Lima, 1937)
- U. iturupi (Tobias, 1998)
- U. juniperi (Fischer, 1964)
- U. kamogobesus (Fischer, 1968)
- U. karesuandensis (Fischer, 1964)
- U. kenyaensis (Fischer, 1971)
- U. kurentzovi (Tobias, 1977)
- U. laevigatus Weng & Chen, 2005
- U. lectoides (Gahan, 1930)
- U. lemkaminensis (Fischer, 1971)
- U. longiorifemur (Fischer, 1973)
- U. longipalpalis (Fischer, 1966)
- U. lukuganus (Fischer, 1968)
- U. maehongsonensis (Fischer, 2000)
- U. magnus (Fischer, 1958)
- U. malivorellae (Fischer, 1964)
- U. manii (Fullaway, 1951)
- U. mediorufus (Granger, 1949)
- U. mediosulcatus (Tobias, 1998)
- U. melanosoma (Szepligeti, 1914)
- U. microtempus (Fischer, 1988)
- U. mudigerensis (Fischer, 1980)
- U. muhavuranus (Fischer, 1968)
- U. nairobicus (Fischer, 1983)
- U. natalicus (Fischer, 1971)
- U. neogregori (Fischer, 1988)
- U. nepalensis (Fischer, 1966)
- U. nocturnus (Tobias, 1998)
- U. notaulicus (Fischer, 1964)

- U. obvious (Tobias, 1998)
- U. ocreatus (Papp, 1979)
- U. ochropus (Thomson, 1895)
- U. ochrosoma (Tobias, 1998)
- U. orbiculiventris (Tobias, 1998)
- U. ornatus (Fischer, 1964)
- U. pactus (Haliday, 1837)
- U. palawanus (Fischer, 1966)
- U. parempus (Fischer, 1988)
- U. parvifactus (Fischer, 1966)
- U. parvifossa (Fischer, 1964)
- U. perkinsi (Fullaway, 1950)
- U. peruicola (Fischer, 1983)
- U. pestes (Papp, 1985)
- U. phongsalyensis (Fischer, 2007)
- U. pilosidorsum (Fischer, 1966)
- U. pilosisoma (Fischer, 1966)
- U. postaxillaris (Fischer, 2000)
- U. posticatae (Fischer, 1957)
- U. pratensis Weng & Chen, 2005
- U. precursorius (Tobias, 1998)
- U. pronoticus (Fischer, 2000)
- U. propecoracinum (Fischer, 1999)
- U. prophylacticus (Fischer, 1968)
- U. provancheri (Dalla Torre, 1898)
- U. pseudonepalensis (Fischer, 1966)
- U. pteridiophilus (Wharton & Austin, 1990)
- U. punctatus Chen & Weng, 2005
- U. punctinotorius (Fischer, 1973)
- U. pygmisoma (Fischer, 1968)
- U. rhodopensis (Zaykov, 1983)
- U. richmondi (Gahan, 1919)
- U. robsonensis (Fischer, 1964)
- U. rosae (Tobias, 1977)
- U. rosicola (Muesebeck, 1950)
- U. rotundiventris (Thomson, 1895)
- U. ruficeps (Wesmael, 1835)
- U. rugigaster (Fischer, 1966)
- U. rutshuranus (Fischer, 1968)
- U. saltator (Telenga, 1950)
- U. sanguanus (Fischer, 1966)
- U. sauteri (Fischer, 1963)
- U. schlingeri (Fischer, 1963)
- U. selkirksensis (Fischer, 2006)
- U. semifusus (Tobias, 1998)
- U. signatarius (Fischer, 1966)
- U. signatigaster (Fischer, 1968)
- U. similifactus (Fischer, 1966)
- U. sinareola (Fischer, 1999)
- U. sinebasi (Fischer, 1988)
- U. somaliacola (Fischer, 2000)
- U. subangulatus (Granger, 1949)
- U. subochrosoma (Tobias, 1998)
- U. subpallipes (Tobias, 1986)
- U. sulcinotum (Fischer, 1966)
- U. sumbawaensis (Fischer, 2000)
- U. sumodani (Fischer, 1996)
- U. suppurus (Papp, 1985)
- U. surrubresanus (Fischer, 1964)
- U. tabellariae (Fischer, 1964)
- U. tarasi (Tobias, 1986)
- U. tentorialis (Fischer, 1968)
- U. terraereginae (Fischer, 1966)
- U. testaceus (Wesmael, 1838)
- U. tolerans (Papp, 1982)
- U. tomoplagiae (Costa Lima, 1937)
- U. topali (Papp, 1985)
- U. townesianus (Papp, 1983)
- U. traventatus (Fischer, 1995)
- U. trichomaticus (Fischer, 1973)
- U. trisulcatus (Tobias, 1998)
- U. trisulcus (Thomson, 1895)
- U. truncatus (Wesmael, 1835)
- U. unguipus (Fischer, 1966)
- U. unus (Fischer, 1963)
- U. ussuriensis (Tobias, 1977)
- U. valens (Papp, 1978)
- U. vogelkopensis (Fischer, 1971)
- U. wamenaensis (Fischer, 1971)
- U. wauanicus (Fischer, 1995)
- U. zelotes (Marshall, 1891)